# كارل جوستاف كليرك
كارل جوستاف كليرك (1885 – 29 مارس 1976) هو مبارز بالسيف سويدي راحل، مثّل بلاده في الألعاب الأولمبية الصيفية 1912.

## روابط خارجية
كارل جوستاف كليرك على موقع أوليمبيديا (الإنجليزية)
- كارل جوستاف كليرك على موقع اللجنة الأولمبية السويدية (السويدية)